# 第69回全日本バレーボール高等学校選手権大会
第69回全日本バレーボール高等学校選手権大会（だい69かい ぜんにほん バレーボールこうとうがっこうせんしゅけんたいかい）は、2017年1月4日から1月8日まで東京体育館で開催された大会である。

## 概要

### 日程
- 2016年12月4日、組み合わせ抽選会
- 2017年1月4日、開会式、男女1回戦
- 1月5日、男女2回戦
- 1月6日、男女3回戦、準々決勝
- 1月7日、準決勝
- 1月8日、決勝、閉会式

出典：公益財団法人日本バレーボール協会|JVAJVA

## 出場校

### 男子
北海道・東北
- 北海道代表I 北海道科学大高（2年ぶり2回目）
- 北海道代表II 東海大札幌（7年連続44回目）
- 青森県代表 弘前工（3年連続39回目）
- 岩手県代表 一関修紅（5年連続11回目）
- 秋田県代表 雄物川（22年連続22回目）
- 山形県代表 山形中央（2年連続16回目）
- 宮城県代表 仙台商（4年連続5回目）
- 福島県代表 郡山北工（2年連続9回目）

関東
- 茨城県代表 霞ヶ浦（3年連続14回目）
- 栃木県代表 足利工大附（2年連続37回目）
- 群馬県代表 県伊勢崎（2年ぶり11回目）
- 埼玉県代表 埼玉栄（2年連続6回目）
- 千葉県代表 習志野（10年連続33回目）
- 東京都代表I 駿台学園（7年連続9回目）
- 東京都代表II 東亜学園（12年連続33回目）
- 東京都代表（開催地）III 東洋（2年連続26回目）
- 神奈川県代表I 慶應義塾（初出場）
- 神奈川県代表II 荏田（4年連続4回目）
- 山梨県代表 日本航空（15年連続15回目）

東海・北信越
- 長野県代表 創造学園（4年連続6回目）
- 新潟県代表 上越総合技術（2年連続7回目）
- 富山県代表 高岡第一（3年連続18回目）
- 石川県代表 石川県工（12年連続26回目）
- 福井県代表 福井工大福井（9年連続41回目）
- 静岡県代表 静清（初出場）
- 愛知県代表 星城（2年連続14回目）
- 岐阜県代表 県岐阜商（6年連続13回目）
- 三重県代表 松阪工（2年連続34回目）

近畿
- 滋賀県代表 近江（14年連続32回目）
- 奈良県代表 天理（6年ぶり5回目）
- 和歌山県代表 開智（22年連続22回目）
- 京都府代表 洛南（3年連続21回目）
- 大阪府代表I 大塚（9年連続12回目）
- 大阪府代表II 清風（2年連続24回目）
- 兵庫県代表 市立尼崎（18年連続29回目）

中国
- 鳥取県代表 鳥取商（2年連続30回目）
- 島根県代表 安来（2年連続23回目）
- 岡山県代表 岡山東商（2年連続30回目）
- 広島県代表 崇徳（3年連続43回目）
- 山口県代表 高川学園（2年連続5回目）

四国
- 香川県代表 高松工芸（13年連続20回目）
- 徳島県代表 城東（2年連続4回目）
- 愛媛県代表 松山工（3年連続25回目）
- 高知県代表 高知（4年ぶり16回目）

九州
- 福岡県代表 東福岡（6年連続8回目）
- 佐賀県代表 佐賀商（2年連続29回目）
- 長崎県代表 大村工（7年連続14回目）
- 熊本県代表 鎮西（8年連続29回目）
- 大分県代表 別府鶴見丘（2年ぶり7回目）
- 宮崎県代表 都城工（3年ぶり33回目）
- 鹿児島県代表 鹿児島城西（初出場）
- 沖縄県代表 西原（7年連続22回目）

### 女子
北海道・東北
- 北海道代表I 札幌大谷（3年ぶり13回目）
- 北海道代表II 旭川実（5年連続28回目）
- 青森県代表 弘前学院聖愛（12年連続14回目）
- 岩手県代表 盛岡誠桜（3年連続22回目）
- 秋田県代表 由利（2年連続27回目）
- 山形県代表 米沢中央（2年ぶり7回目）
- 宮城県代表 古川学園（12年連続37回目）
- 福島県代表 郡山女子大附（3年ぶり18回目）

関東
- 茨城県代表 土浦日大（10年連続17回目）
- 栃木県代表 国学院栃木（30年連続31回目）
- 群馬県代表 高崎商大付（6年ぶり11回目）
- 埼玉県代表 細田学園（2年連続17回目）
- 千葉県代表 敬愛学園（7年ぶり8回目）
- 東京都代表I 下北沢成徳（9年連続17回目）
- 東京都代表II 共栄学園（2年ぶり15回目）
- 東京都代表（開催地）III 八王子実践（2年連続39回目）
- 神奈川県代表I 大和南（12年連続13回目）
- 神奈川県代表II 川崎橘（2年連続23回目）
- 山梨県代表 増穂商（2年連続29回目）

東海・北信越
- 長野県代表 松商学園（11年ぶり15回目）
- 新潟県代表 長岡商（2年ぶり6回目）
- 富山県代表 富山第一（4年連続9回目）
- 石川県代表 金沢商（15年連続42回目）
- 福井県代表 福井工大福井（3年連続3回目）
- 静岡県代表 富士見（4年連続9回目）
- 愛知県代表 岡崎学園（5年連続43回目）
- 岐阜県代表 県岐阜商（3年ぶり6回目）
- 三重県代表 津商（2年ぶり16回目）

近畿
- 滋賀県代表 近江（6年ぶり11回目）
- 奈良県代表 奈良女子（2年ぶり27回目）
- 和歌山県代表 和歌山信愛（3年連続32回目）
- 京都府代表 京都橘（18年連続20回目）
- 大阪府代表I 金蘭会（6年連続6回目）
- 大阪府代表II 大阪国際滝井（2年ぶり20回目）
- 兵庫県代表 氷上（4年ぶり33回目）

中国
- 鳥取県代表 米子北斗（2年ぶり3回目）
- 島根県代表 安来（2年ぶり34回目）
- 岡山県代表 就実（3年連続40回目）
- 広島県代表 進徳女子（4年連続8回目）
- 山口県代表 誠英（27年連続37回目）

四国
- 香川県代表 高松南（26年ぶり2回目）
- 徳島県代表 城南（5年連続9回目）
- 愛媛県代表 松山東雲（2年ぶり3回目）
- 高知県代表 高知中央（4年連続8回目）

九州
- 福岡県代表 西日本短大付（2年連続4回目）
- 佐賀県代表 佐賀清和（2年連続10回目）
- 長崎県代表 九州文化学園（19年連続30回目）
- 熊本県代表 熊本信愛女学院（2年ぶり31回目）
- 大分県代表 東九州龍谷（17年連続32回目）
- 宮崎県代表 宮崎日大（6年ぶり17回目）
- 鹿児島県代表 鹿児島女子（2年ぶり34回目）
- 沖縄県代表 西原（2年連続6回目）

## 試合結果

### 男子
1回戦
- 大村工 2－1 創造学園
- 霞ヶ浦 2－0 岡山東商
- 山形中央 2－0 安来
- 東亜学園 2－0 佐賀商
- 福井工大福井 2－0 埼玉栄
- 高松工芸 2－0 石川県工
- 上越総合技術 2－1 星城
- 習志野 2－0 松山工
- 慶応 2－0 鳥取商
- 開智 2－0 静清
- 洛南 2－0 県岐阜商
- 松阪工 2－1 荏田
- 弘前工 2－0 高岡第一
- 一関修紅 2－0 高知
- 近江 2－0 郡山北工
- 城東 2－0 伊勢崎
- 崇徳 2－0 別府鶴見丘
- 東洋 2－0 都城工
- 高川学園 2－1 雄物川
- 市立尼崎 2－0 鹿児島城西

2回戦
- 仙台商 2－1 霞ヶ浦
- 東亜学園 2－1 高松工芸
- 習志野 2－0 鎮西
- 清風 2－0 山形中央
- 大村工 2－0 大塚
- 駿台学園 2－0 上越総合技術
- 洛南 2－1 福井工大福井
- 一関修紅 2－1 東福岡
- 弘前工 2－0 松阪工
- 慶応 2－1 西原
- 開智 2－0 東海大札幌
- 近江 2－0 崇徳
- 東洋 2－0 天理
- 市立尼崎 2－0 足利工大付
- 北海道科学大高 2－1 城東
- 高川学園 2－1 日本航空

3回戦
- 駿台学園 2－0 近江
- 市立尼崎 2－1 北海道科学大高
- 仙台商 2－1 大村工
- 習志野 2－0 弘前工
- 東亜学園 2－1 清風
- 開智 2－1 慶応
- 高川学園 2－0 東洋
- 洛南 2－0 一関修紅

準々決勝
- 駿台学園 2－0 市立尼崎
- 習志野 2－0 仙台商
- 東亜学園 2－1 開智
- 高川学園 2－0 洛南

準決勝
- 駿台学園 3－1 習志野
- 東亜学園 3－0 高川学園

決勝
- 駿台学園 3－1 東亜学園

出典：日刊スポーツ春高バレー２０１７　男子日程・結果

### 女子
1回戦
- 郡山女子大付 2－1 金沢商
- 敬愛学園 2－0 安来
- 高知中央 2－0 進徳女子
- 共栄学園 2－0 熊本信愛女学院
- 岡崎学園 2－1 松商学園
- 福井工大福井 2－1 和歌山信愛
- 米沢中央 2－0 米子北斗
- 大和南 2－0 長岡商
- 由利 2－1 佐賀清和
- 富士見 2－0 城南
- 九州文化学園 2－0 奈良女子
- 宮崎日大 2－1 津商
- 就実 2－0 京都橘
- 川崎橘 2－1 盛岡誠桜
- 誠英 2－0 札幌大谷
- 西日本短大付 2－1 高松南
- 鹿児島女子 2－0 弘前学院聖愛
- 細田学園 2－0 大阪国際滝井
- 富山第一 2－0 増穂商
- 松山東雲 2－1 県岐阜商

2回戦
- 共栄学園 2－0 近江
- 高知中央 2－0 由利
- 下北沢成徳 2－0 福井工大福井
- 就実 2－0 高崎商大付
- 郡山女子大付 2－0 西原
- 富士見 2－1 米沢中央
- 八王子実践 2－0 九州文化学園
- 金蘭会 2－0 岡崎学園
- 国学院栃木 2－1 宮崎日大
- 敬愛学園 2－1 旭川実
- 大和南 2－0 古川学園
- 西日本短大付 2－1 川崎橘
- 誠英 2－1 細田学園
- 東九州龍谷 2－0 富山第一
- 鹿児島女子 2－0 氷上
- 松山東雲 2－1 土浦日大

3回戦
- 下北沢成徳 2－0 高知中央
- 大和南 2－0 国学院栃木
- 鹿児島女子 2－0 松山東雲
- 誠英 2－1 東九州龍谷
- 八王子実践 2－1 富士見
- 就実 2－0 郡山女子大付
- 共栄学園 2－0 敬愛学園
- 金蘭会 2－0 西日本短大付

準々決勝
- 下北沢成徳 2－0 大和南
- 鹿児島女子 2－0 誠英
- 就実 2－0 八王子実践
- 金蘭会 2－0 共栄学園

準決勝
- 下北沢成徳 3－1 鹿児島女子
- 就実 3－2 金蘭会

決勝
- 下北沢成徳 3－0 就実

出典：日刊スポーツ春高バレー２０１７　女子日程・結果